# Stara Wieś (Szydłowiec)
Stara Wieś – dzielnica miasta Szydłowca, położona w środkowo-zachodniej części miasta. Składa się z ulic: Narutowicza, Dworskiej, Kwiatowej, Zielonej, Wąskiej, Piaskowej, Krótkiej, Jodłowej, Małej, Wspólnej, Górnej (część Zachodnia)
Na początku XIII wieku na terenie obecnej Starej Wsi powstała wieś służebna, podległa grodzisku szydłowieckiemu, grodzisko i wieś (oddalone od siebie około 500 metrów) zostały nazwane Szydłowcem. W drugiej połowie XIV wieku wieś przeludniła się, więc zbudowano nową w obrębie dzisiejszego Rynku Wielkiego. Obie wsie były nazwane Szydłowcem, dopiero na początku XVI wieku wieś została nazwana "Starą Wsią", natomiast dawna wieś Szydłowiec przerodziła się w miasto.
1 stycznia 1925 miejscowość została odłączona od gminy Szydłowiec i włączona w granice Szydłowca.
Obecnie stanowi ulice: Stara Wieś, Zielna, Krótka, Górna. Po śmierci Gabriela Narutowicza ulicy Stara Wieś zamieniono nazwę na ulicę Narutowicza.
Na Starej Wsi znajduje się zabytkowa kapliczka z 1862 roku, dwa sklepy spożywcze oraz dwa źródełka (przy ul. Narutowicza oraz w polach przy ul. Górnej). Młodzieżowym skrótem nazwy dzielnicy jest "STW". Domy na Starej Wsi są jednorodzinne, zazwyczaj murowane, jednak widać jeszcze drewniane chałupy i domy z których niektóre są nawet z początku XX wieku.